# پائولین کالینز
پائولین کالینز (انگلیسی: Pauline Collins؛ زاده ۳ سپتامبر ۱۹۴۰) هنرپیشه انگلیسی است. از فیلم‌هایی که وی در آن نقش داشته است، می‌توان به آلبرت نابز، جاده بهشت و شهر لذت اشاره کرد.

## جوایز
بفتا:
برنده بهترین بازیگر نقش اول زن در سال ۱۹۸۹